# Roscoe Lee Browne

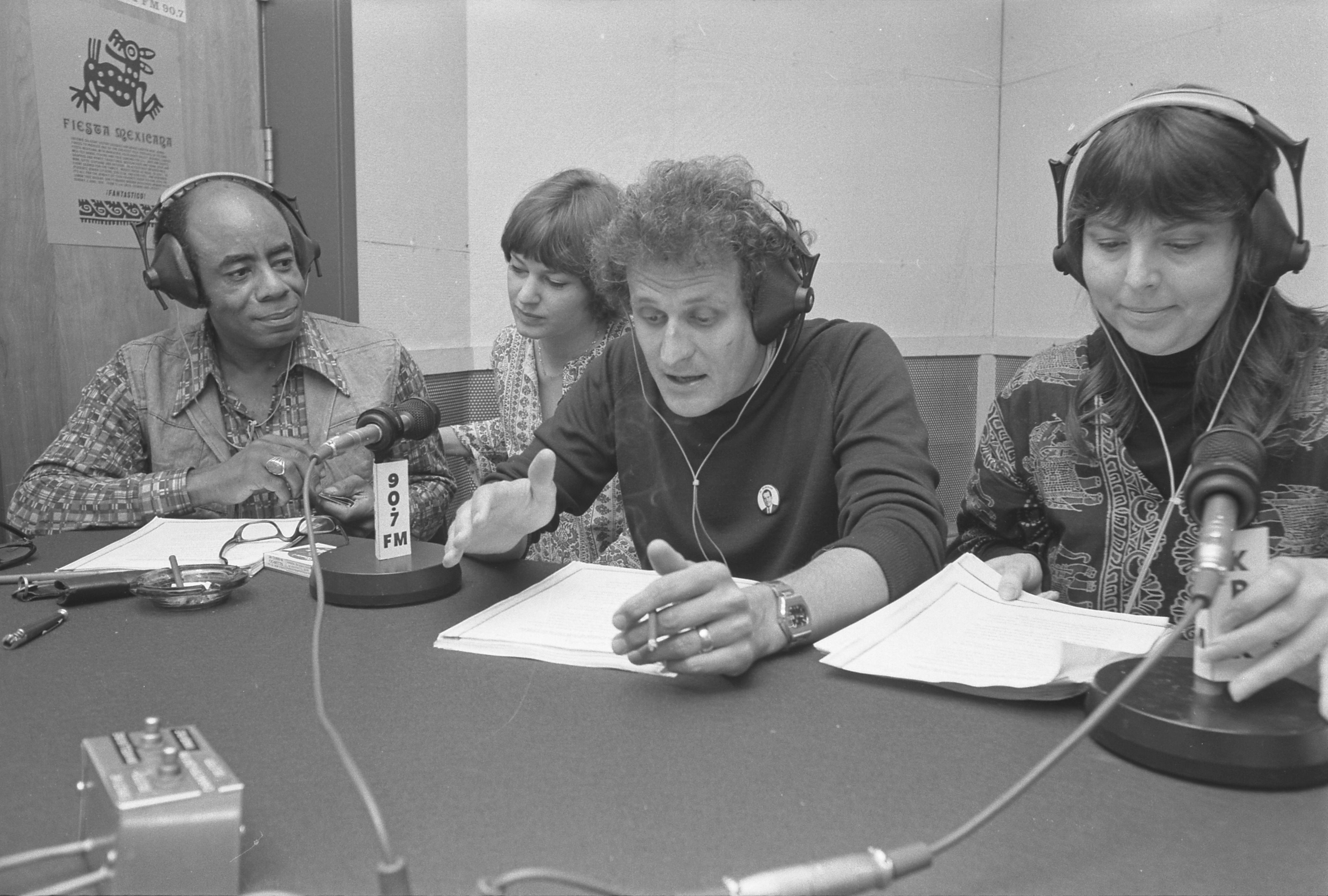
V.l.n.r Roscoe Lee Browne, Kate Rickman, Peter Bonerz und Sally Smaller bei einer Lesung von Watergate-Bändern im KPFK-Radio in Los Angeles, Kalifornien, am 7. Mai 1974

Roscoe Lee Browne (* 2. Mai 1922 in Woodbury, New Jersey; † 11. April 2007 in Los Angeles) war ein US-amerikanischer Schauspieler.

## Leben und Werk
Roscoe Lee Browne studierte vergleichende Literatur und Französisch an der Lincoln University vor dem Weltkriegseinsatz, später auch in Florenz. Während seiner Studienjahre war er auch ein erfolgreicher Leichtathlet, der zweimal auf der 1000-Yard-Distanz die US-Hallenmeisterschaften gewinnen konnte. Als Dozent kehrte er an die Lincoln University zurück. Ab 1956 trat er als Theaterschauspieler auf, überwiegend in klassischen Rollen. 1960 gab er sein Debüt im Kinofilm und war seitdem einer der wenigen etablierten afroamerikanischen Schauspieler. 1970 errang er große Popularität durch die Titelrolle des L.B. Jones in William Wylers Rassismus-Drama Die Glut der Gewalt (The Liberation of L.B. Jones) neben Sidney Poitier. Alfred Hitchcock hatte ihn 1969 für sein Spionagedrama Topas für die Rolle des Philippe Dubois engagiert. Neben John Wayne spielte er 1972 auch in Mark Rydells Spielfilm Die Cowboys die Hauptrolle des Jebediah Nightlinger.
Browne trat in zahlreichen Film- und Fernsehrollen auf (wie beispielsweise als Richter Davis in Staatsanwälte küsst man nicht oder als Butler Saunders in Soap – Trautes Heim) und war auch ein gefragter Sprecher und Erzähler, so etwa 1995 in Ein Schweinchen namens Babe und 2007 in Smiley Face. Neben seiner Tätigkeit als Schauspieler profilierte sich Browne auch als Verfasser von Gedichten und Kurzgeschichten.

## Filmografie (Auswahl)
- 1961: The Connection
- 1964: Terror in the City
- 1967: Die Stunde der Komödianten (The Comedians)
- 1969: Me and My Brother
- 1969: Topas
- 1970: Die Glut der Gewalt (The Liberation of L. B. Jones)
- 1972: Die Cowboys (The Cowboys)
- 1973: Big Boy – Der aus dem Dschungel kam (The World's Greatest Athlete)
- 1974: Samstagnacht im Viertel der Schwarzen (Uptown Saturday Night)
- 1976: Flucht ins 23. Jahrhundert (Logan's Run)
- 1977: Das Ultimatum (Twilight's Last Gleaming)
- 1980: Hart aber herzlich (Hart to Hart, Fernsehserie, Folge Der sechste Sinn)
- 1980–1981: Soap – Trautes Heim (Soap; Fernsehserie, 16 Folgen)
- 1986: Jumpin’ Jack Flash
- 1986: Staatsanwälte küßt man nicht (Legal Eagles)
- 1986–1987: Die Bill Cosby Show (The Cosby Show, 2 Folgen)
- 1988: Falcon Crest (Fernsehserie, 10 Folgen)
- 1990: Moon 44
- 1990: Columbo: Ruhe sanft, Mrs. Columbo (Rest in Peace, Mrs. Columbo) (Fernsehreihe, 1 Folge)
- 1992: Mambo Kings (The Mambo Kings)
- 1992: Eddie Presley
- 1993: Naked in New York
- 1995: The Beast
- 1995: Ein Schweinchen namens Babe (Babe)
- 1995: Last Summer in the Hamptons
- 1995: Die Sache mit den Frauen (The Pompatus of Love)
- 1996: Action Warrior (Forest Warrior)
- 1998: Judas Kiss
- 1998: Schweinchen Babe in der großen Stadt (Babe: Pig in the City)
- 1999: Emergency Room (Eine Folge, 5.19)
- 2003: Behind the Broken Words
- 2006: Sweet Deadly Dreams
- 2007: Fantastic Movie
- 2007: Smiley Face (Stimme)